# Vilgot Larsson
Bengt Vilgot Larsson (* 3. Mai 1932 in Falun; † 21. Dezember 2015) war ein schwedischer Eishockeyspieler.

## Karriere
Vilgot Larsson verbrachte seine gesamte Vereinskarriere beim Leksands IF, für dessen Profimannschaft er von 1951 bis 1964 in der Division 1, der damals höchsten schwedischen Spielklasse, aktiv war. Anschließend beendete er seine Karriere im Alter von 32 Jahren.

### International
Für Schweden nahm Larsson an den Olympischen Winterspielen 1956 in Cortina d’Ampezzo teil. Zudem stand er im Aufgebot seines Landes bei den Weltmeisterschaften 1957 und 1958. Bei der WM 1957 gewann er mit seiner Mannschaft die Goldmedaille. Als bestes europäisches Team wurde Schweden zudem Europameister. Bei der WM 1958 gewann er mit seiner Mannschaft die Bronzemedaille.

## Erfolge und Auszeichnungen
- 1957 Goldmedaille bei der Weltmeisterschaft
- 1958 Bronzemedaille bei der Weltmeisterschaft